# Herpen
Herpen est un village néerlandais de la commune d'Oss du nord-est de la province du Brabant-Septentrional. Herpen (sans les autres localités de l'ancienne commune) compte 2 552 habitants en 2005.

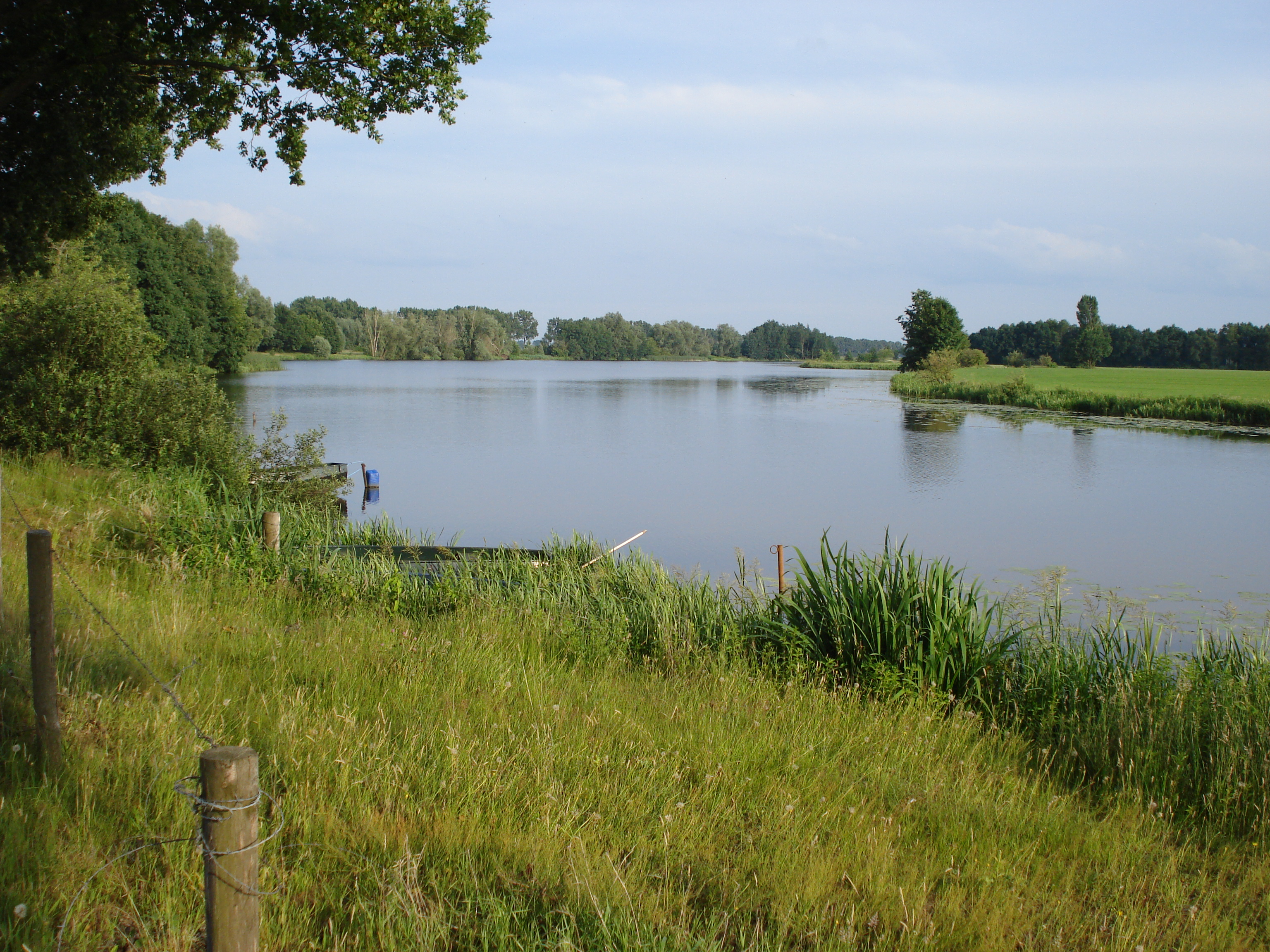
Herpen, Hertogswetering section Hamerspoel, ancien bras de la Meuse.

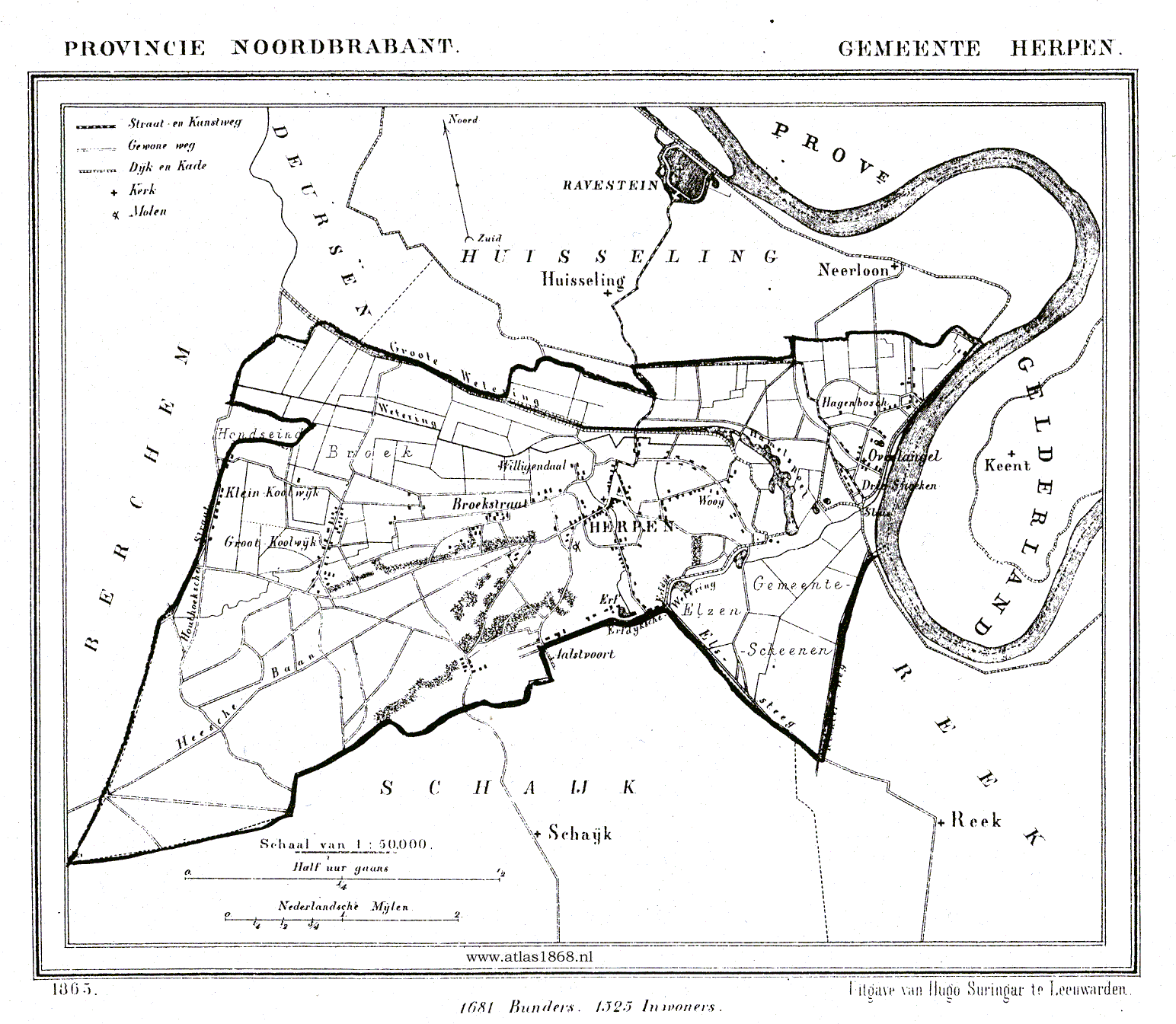
Herpen en 1865.

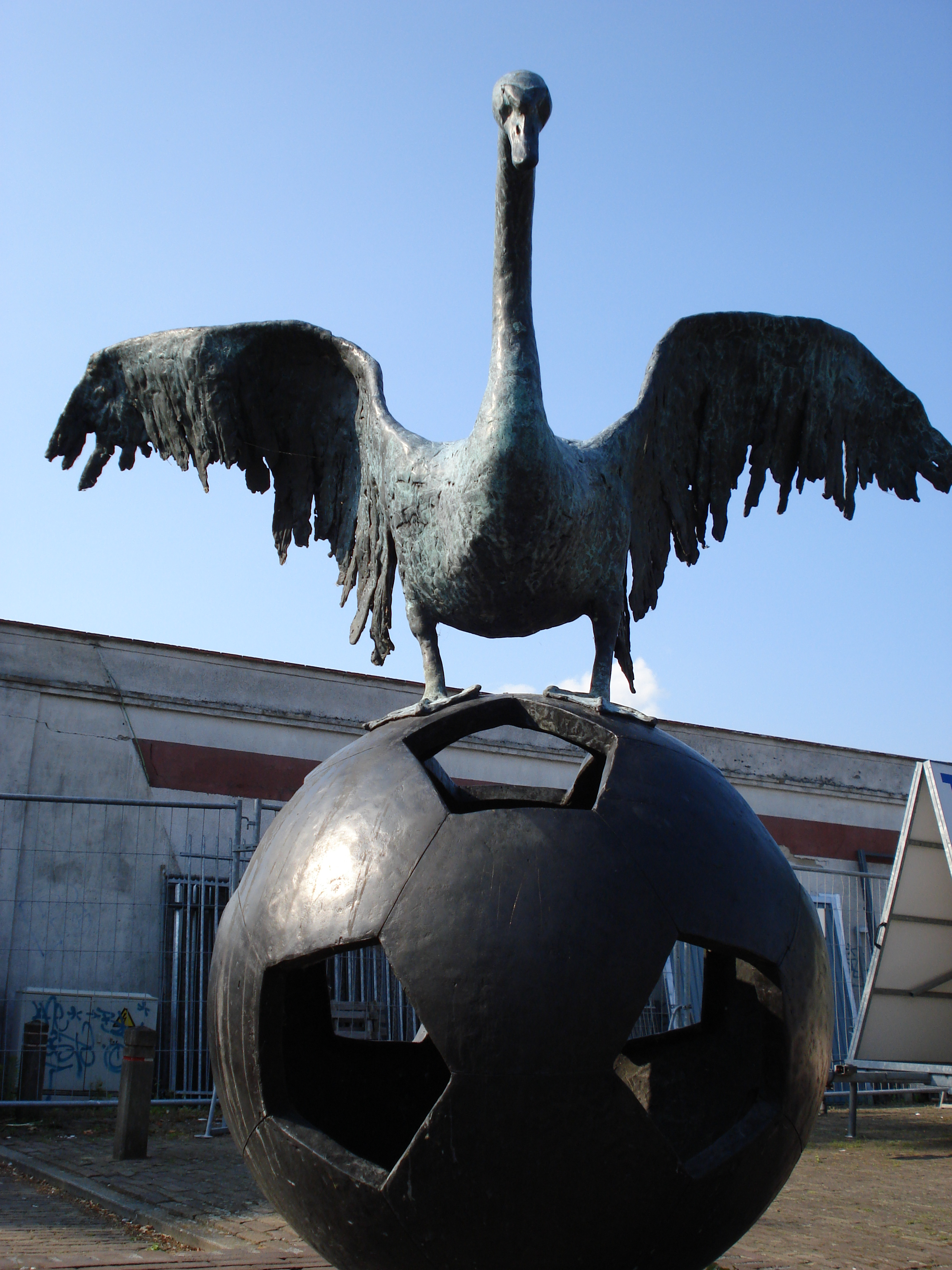
Herpen, en l'honneur du club de foot Herpinia.

## Le nom
Le nom Herpen vient du mot germain « harpa », qui signifie boucle étroite. Il s'agissait d'un ancien méandre de la Meuse dont le Hamerspoel, (mare du marteau) lié à la Hertogswetering, est un vestige. Herpen serait donc site dans le méandre. Ce site se trouve à cheval entre les landes sablonneuse du Peel et les terres inondables argileuses de la rive gauche de la Meuse.

## Histoire
Des fouilles ont montré que ce site permettait la présence des hommes déjà entre 2000 et 800 av. J.-C.
La première mention du Herpen se trouve dans un acte vers 1150, au moment où la Seigneurie de Herpen devient propriété des Seigneurs de Cuijk (la mention de Herpina dans un acte de 815 qui concerne Herpt, est parfois attribuée à Herpen par erreur).
En 1191, le seigneur de Cuijk donne la propriété libre de Herpen au comte de Brabant, qui le lui retourne en fief ; on mentionne un château de Herpen en 1196.
Au début du XIVe siècle, Herpen devient propriété des Seigneurs de Valkenburg. En 1360, ce nouveau seigneur de Herpen construit sur territoire de Langel un nouveau château, appelé Ravenstein, et donne le bourg au pied du château droit de ville. Ainsi Herpen cède le titre de chef-lieu à Ravenstein et le Pays de Herpen devient Pays de Ravenstein.

## Regroupements de communes
Herpen descend alors au statut de paroisse et elle forme avec Huisseling, Overlangel et Koolwijk une commune plus petite. Pendant le regroupement des communes vers 1813, à la formation du royaume uni des Pays-Bas, elle perdra Huisseling. Cette ancienne commune de Herpen est annexée en 1941 à l'ancienne commune de Ravenstein qui à son tour en 2003 s'est attachée librement à la commune d'Oss.

## L’église
L'église Saint-Sébastien date du XVe siècle, de la fin du gothique. Aux XVIe et XVIIIe siècles, on a ajouté des chapelles au sud. En 1907, on refait la nef en style néogothique et on ajoute d’autres chapelles latérales. L’église possède une statue de saint Sébastien du XVIe siècle et deux statues de saint Hubert, deuxième patron de Herpen, datant du début XXe siècle.

## Pèlerinage de saint Hubert
Dès 1702, on fait mention du pèlerinage à saint Hubert à Herpen. Herpen acquiert au XVIIe siècle une relique de ce saint, patron de la chasse, mais ici vénéré comme patron contre la rage. On acquiert au XIXe siècle encore deux autres reliques. Jusqu’au début des années 1960 on tenait la Hubertusvaart, grande procession, et on mangeait le pain bénit qui garde contre la rage.

## Galerie d'images

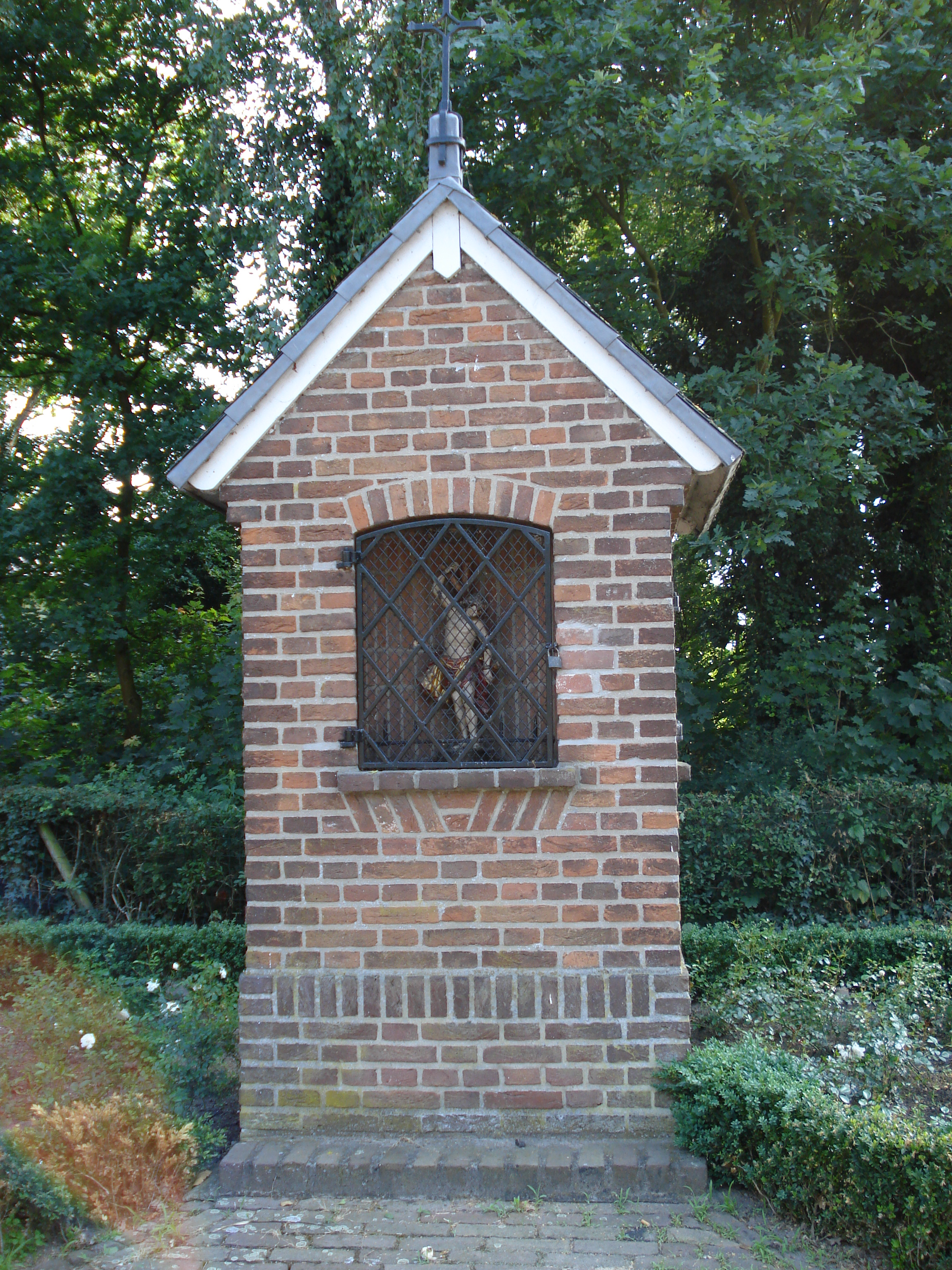
Herpen, oratoire de Saint Sébastien.
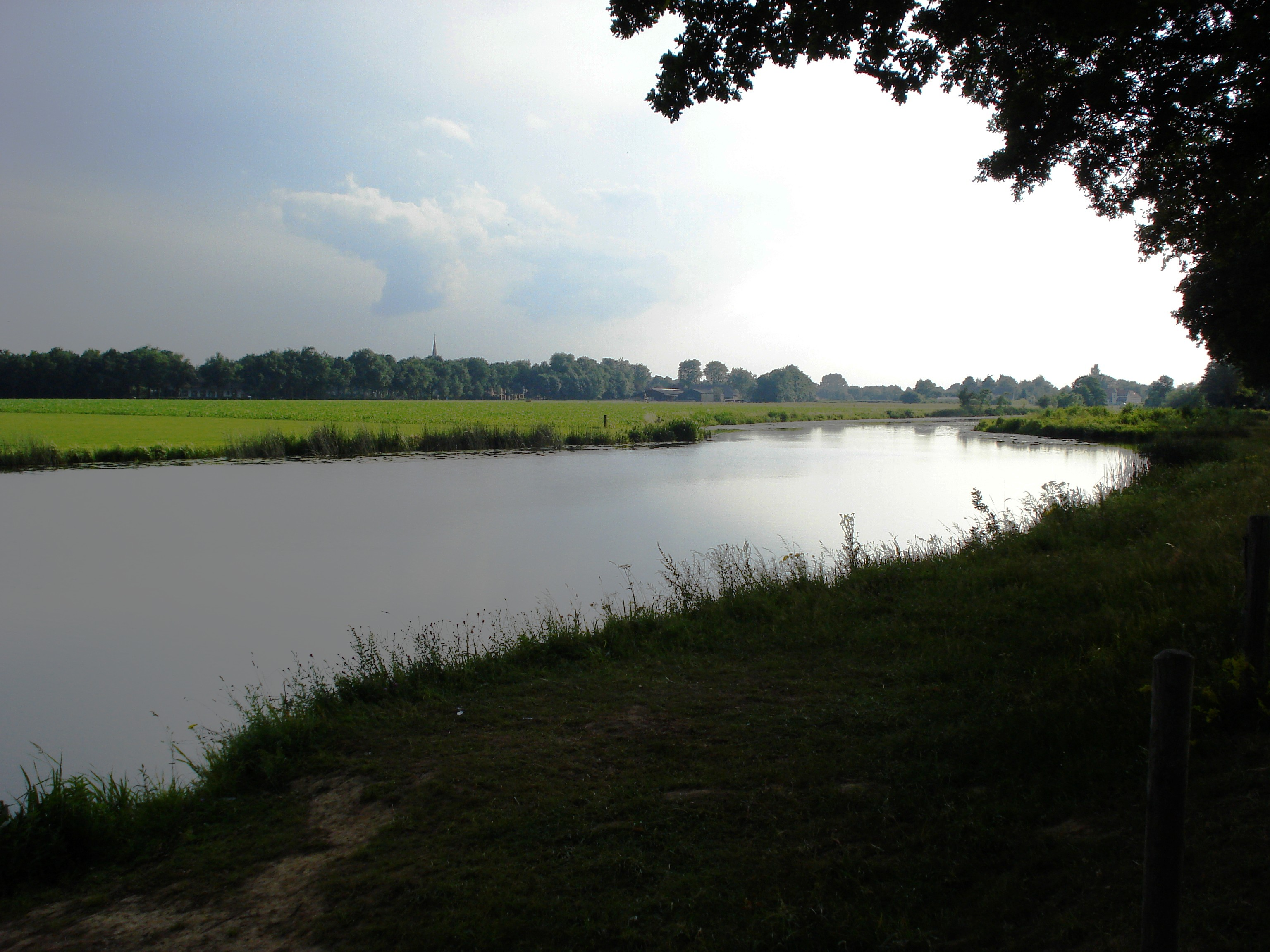
Herpen, Hertogswetering.
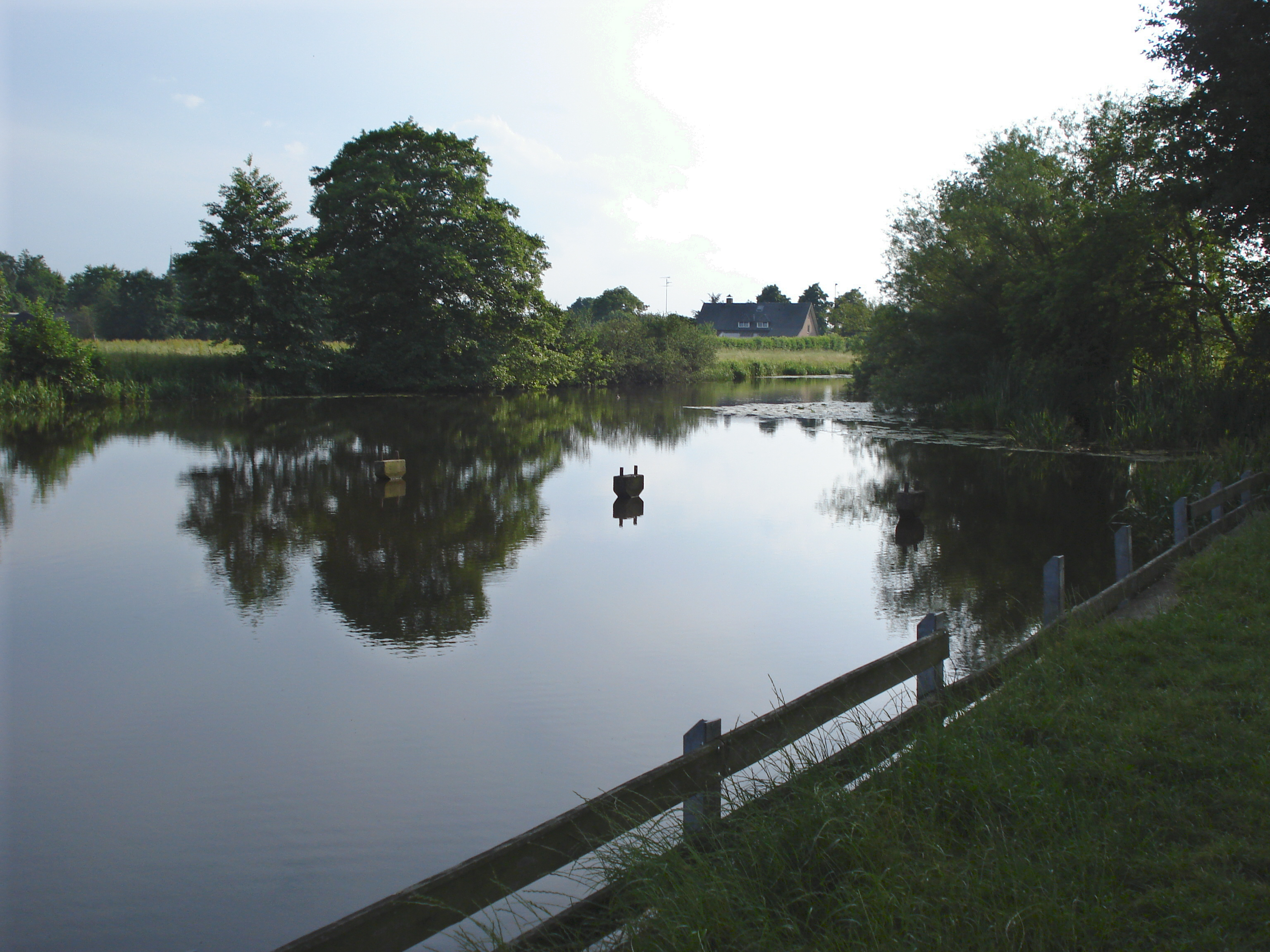
Herpen, la piscine désaffectée dans la Hertogswetering.
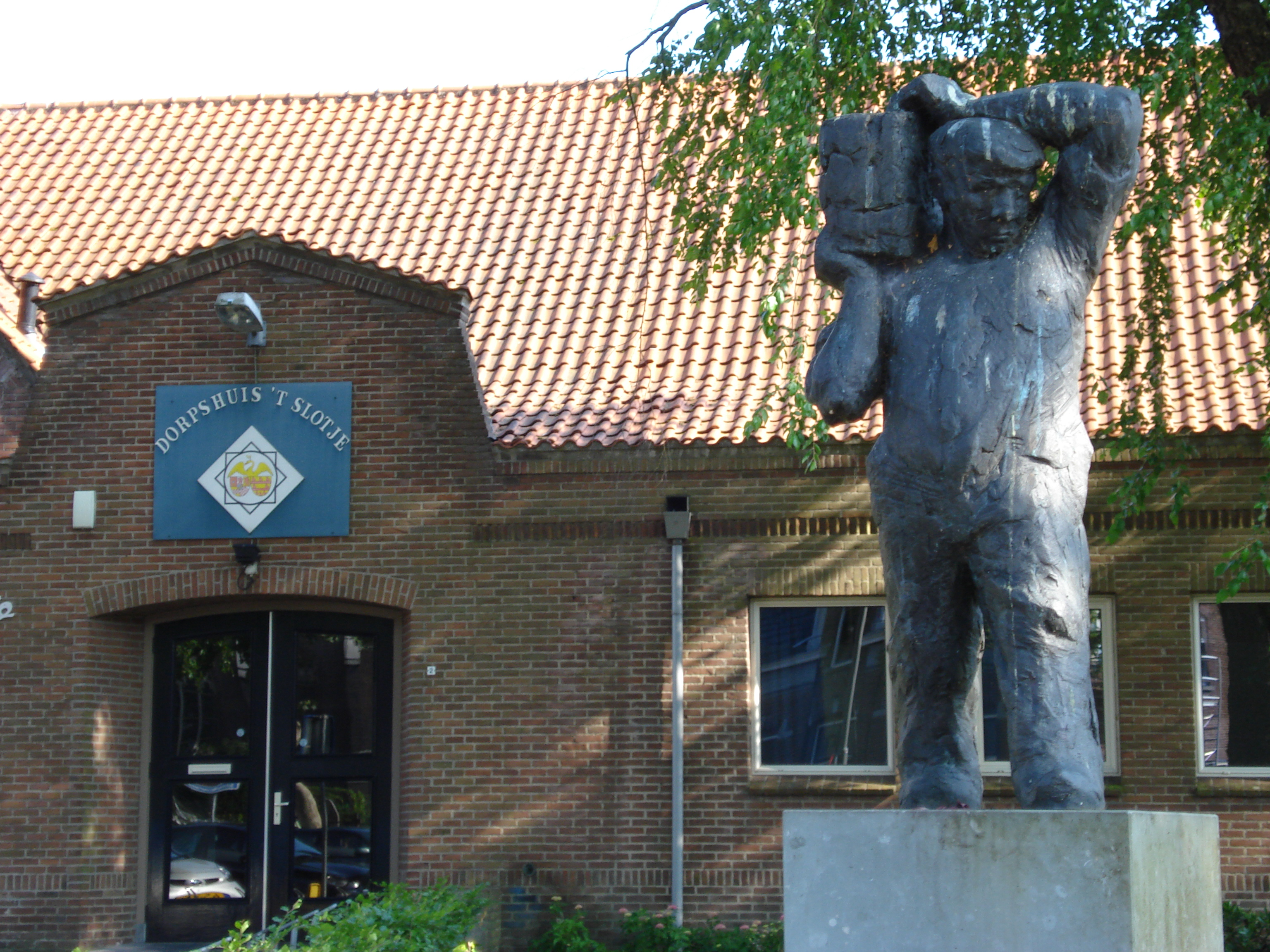
Herpen, maison communautaire avec d'n uperman (Theo Schreurs, Olst, 1994).
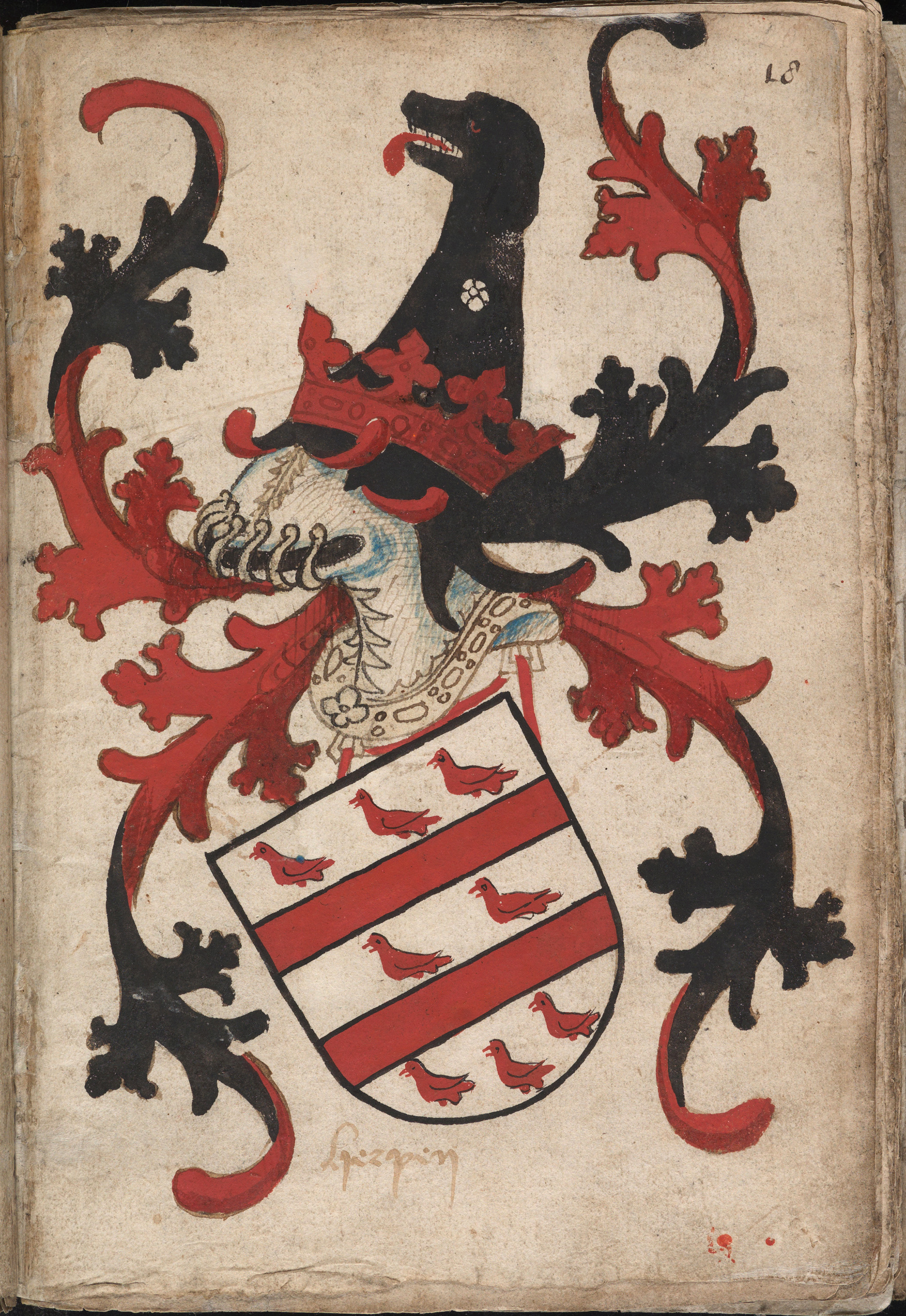
Blason d'Herpen dans l'Armorial de Nassau-Vianden (fin XVe siècle).